# 曹永吉
曹 永吉（チョ・ヨンギル、1940年5月9日 - ）は、大韓民国の政治家、軍人。第29代韓国軍合同参謀部議長、第38代国防部長官などを歴任。最終階級は陸軍大将。

## 経歴
1940年に日本統治下の全羅南道霊光郡で生まれた。1961年に陸軍甲種将校(172期)として少尉任官。その後はベトナム戦争に従軍した。第31郷土防衛師団師団長などを経て、1993年に合同参謀本部戦略企画部長に就任した。その後、第2軍副司令官を経て、1998年には第2軍司令官に任命された。1999年には制服組トップの合同参謀議長に任命された。この人事は金大中大統領の支持基盤である全羅道の将官を優遇したものとされる。2001年6月2日に北朝鮮の商船が領海侵犯したことを報告されたにもかかわらず、そのままゴルフ場に行き、ゴルフをプレイしたことが発覚し大きな批判を呼んだ。金大中大統領はこの問題に関して、更迭せずに厳重注意に留めた。同年10月15日に合同参謀部議長を退任し、40年間の軍歴に終止符を打った。
2003年に盧武鉉が大統領に就任すると国防部長官に任命された。甲種将校出身では2人目の国防部長官となった。同年10月1日に開催された国軍の日記念式典で雨が降る中、3軍を査閲中の盧武鉉大統領に曹が傘を差したことから大きな批判を呼んだ。2004年2月13日にはイラク戦争での復興部隊を中心とした3600人をイラクに追加派兵することが正式決定した。同年7月14日に北朝鮮の警備艇が北方限界線を侵犯した際の交信記録が流出した責任を取って、盧武鉉大統領から更迭された。
辞職後の2006年には盧武鉉政権が推進している戦時作戦統制権返還に反対する声明に署名した。